# جاك هال
جاك هال (بالإنجليزية: Jack Hall)‏ (6 مايو 1885 في المملكة المتحدة - ) هو مدرب كرة قدم ولاعب كرة قدم بريطاني (وحمل سابقاً جنسية المملكة المتحدة لبريطانيا العظمى وأيرلندا) في مركز جناح ‏. لعب مع برايتون أند هوف ألبيون وبريستون نورث إيند ونادي بارنسلي ونادي دونكاستر روفرز وPontypridd A.F.C. ‏ ونادي روتشديل ونادي ساوث شيلدز ‏ وPontypridd United F.C. ‏.